# Svend Aage Madsen
 (février 2023).
Si vous disposez d'ouvrages ou d'articles de référence ou si vous connaissez des sites web de qualité traitant du thème abordé ici, merci de compléter l'article en donnant les références utiles à sa vérifiabilité et en les liant à la section « Notes et références ».
Svend Åge Madsen, né le 2 novembre 1939 à Århus, est un écrivain danois. Il a écrit plus de 50 romans, ainsi que des essais, des livres pour enfants et adolescents, des pièces radiophoniques, et des scénarios pour la télévision. Il vit actuellement dans la ville d'Århus. 

### Romans
- Besøget, 1963.
- Lystbilleder, 1964.
- Tilføjelser, 1967.
- Modsatterne og Omvendterne, 1967.
- Liget og lysten, 1968.
- Tredje gang så tar vi ham, 1969.
- Sæt verden er til, Mettons Que Le Monde Existe, 1971.
- Dage med Diam eller Livet om natten, 1972.
- Jakkels vandring, 1974.
- Tugt og utugt i mellemtiden, 1976.
- Hadets bånd, 1978.
- Se dagens lys, 1980.
- Den største gåde, 1982.
- Vi? - Vi, Vi!, 1982.
- Af sporet er du kommet, 1984.
- Lad tiden gå, La femme sans corps, 1986.
- Slægten Laveran, 1988.
- At fortælle menneskene, Raconter les hommes, 1989.
- Jagten på et menneske, 1991.
- Edens gave, 1993.
- Syv aldres galskab, 1994.
- Den usynlige myre, 1995.
- Kvinden uden krop, 1996.
- Finder sted, 1998.
- Genspejlet, 1999.
- Nærvær og næsten: Tomas Fants familiekrøniker, 2000
- Den ugudelige farce, 2002.
- De gode mennesker i Århus; Læselysten, 2003
- Levemåder, 2004
- Det syvende bånd, 2006
- Mange sære ting for, 2009
- Af den anden verden , 2017